# مضيق جوهر

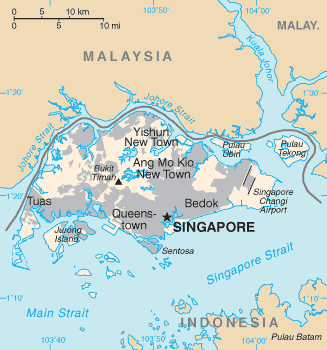
مضيق جوهر

مضيق جوهر (المعروف أيضا باسم مضيق يبررو، جوهر سترايت، تيبرو سيلات، سيلات جوهر، وتيبرو ريتش) هو مضيق يفصل ولاية جوهر الماليزية في الشمال عن سنغافورة في الجنوب. كما شهد مضيق جوهر موقعة لغرق الطراد الياباني تاكاو الذي يزن 9850 طن في 31 يوليو 1945 خلال الحرب العالمية الثانية.

## جسوره

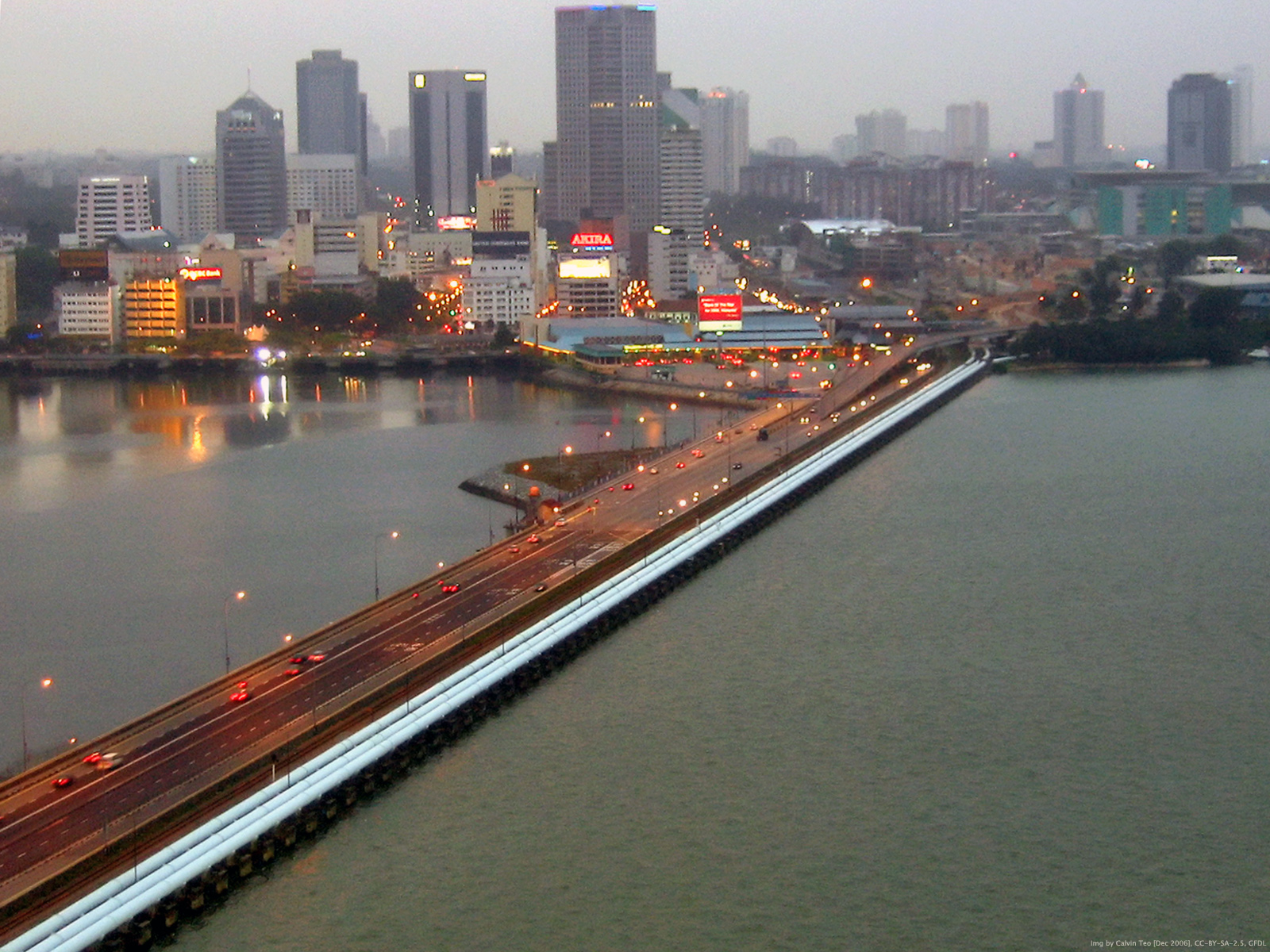
جسر جوهر وسنغافورة، والمعروفة باسم "كوزواي"

يوجد حالياً وسيلتا اتصال أرضيتين من صنع الإنسان على المضيق. الأول هو جسر جوهر وسنغافورة، والمعروفة اختصارا باسم «كوزواي»، والذي يربط منطقة جوهر باهرو الماليزية بمنطقة الغابات (وودلاندز) في سنغافورة، في حين أن الجسر الثاني والمعروف باسم «وصلة ماليزيا وسنغافورة الثانية» يربط غيلانك باتاه الماليزية وجوهر وتواس في سنغافورة.

## مناطق سياحية
منطقة الجذب السياحية الأكثر شهرة في مضيق جوهر هي «شاطئ ليدو»، وتقع على الجانب الماليزي من المضيق حيث يمكن للزوار المشي أو ركوب الدراجة على طول امتداد كم 2 من الشاطئ. هناك أيضاً العديد من المطاعم ومحلات بيع الأغذية مثل تيبرو تيبيان حيث يمكن تذوق أشهر مأكولات جوهر باهرو.

## أنهاره
تصب في المضيق الأنهار التالية:
- سونجاى تيبراو
- سونجاى سيغيت
- نهر جوهر
- سونجاى سينغوانك
- سونجاى حاجي رحمة
- سونجاى كيمباس
- سونجاى سري بونتان
- سونجاى عبد الصمد
- سونجاى اير موليك
- سونجاى ستولانغ
- سونجاى ستانغوغ
- سونجاى تامبواز
- سونجاى سيبولنغ
- سونجاى بالا
- سونجاى باندان
- سونجاى تينغوراك
- سونجاى بلينتوك
- سونجاى سينيبونغ
- سونجاى بولاي

والجدير ذكره ان كلمة «سونجاي» تعني نهر.